# Ano Polar Internacional

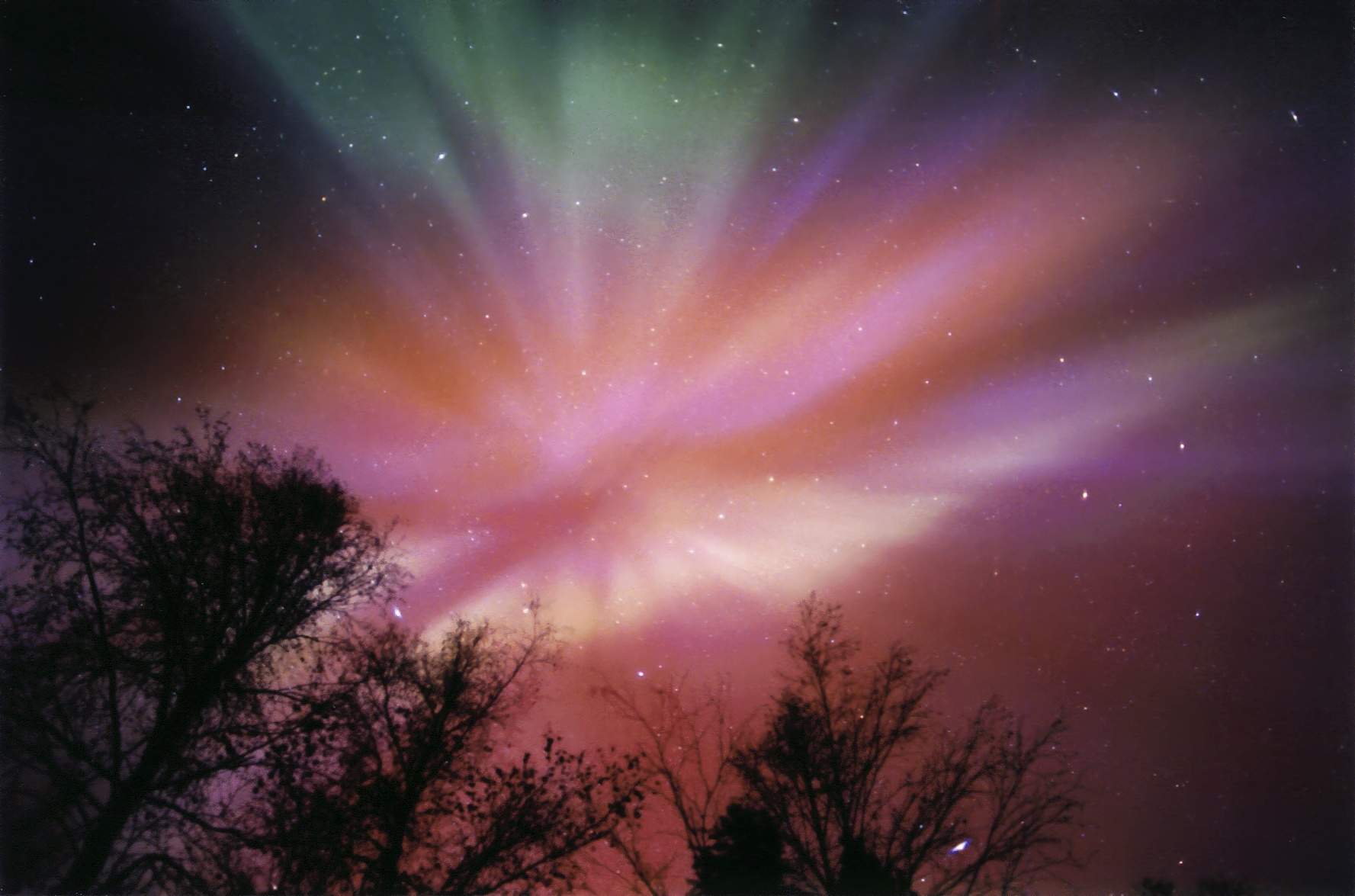
A Aurora boreal - um dos fenômenos que motivaram as pesquisas.

O Ano Polar Internacional (em inglês International Polar Year, com sigla IPY) é um evento internacional e colaborativo tendo como tema central as Regiões Polares. Karl Weyprecht, um oficial naval austro-húngaro, foi o idealizador do evento, embora tenha falecido antes de sua primeira realização, em 1882-1883. Cinquenta anos depois (1932-1933) um segundo IPY aconteceu. O Ano Internacional da Geofísica, primeiro evento colaborativo da ONU foi inspirado pelo IPY, e aconteceu 75 anos após o primeiro (1957).
O Ano Polar Internacional ocorre em 2007–2009. Está sendo patrocinado pelo Conselho Internacional para a Ciência (ICSU) e foi antecipado para 2007 pela Organização Meteorológica Mundial (WMO). A cadeira do Grupo de Planejamento Internacional, estabelecida dentro da ICSU para este evento é presidida pelo Prof. Chris Rapley e pela Dra. Robin Bell. O diretor do escritório do Programa Internacional IPY é o dr. David Carlson.

## Motivação
As áreas polares têm fenômenos únicos. Os sistemas de circulação do ar e correntes marítimas tanto profundas como superficiais, são maiores do que em outras regiões magnéticas da Terra. Grandes geleiras capturaram amostras da atmosfera e conservou-lhes as características, desde tempos remotos. Estes fenômenos são somente observáveis - ou melhor apreendidos - próximo aos pólos.
Como empecilho maior tem-se que os custos para a pesquisa nestas regiões são altos, por sua distância, frio e condição desértica; neles a infra-estrutura é escassa, o terreno é acidentado, com fendas e blocos de gelo. Um programa cooperativo internacional rateia os custos, além de possibilitar a coordenação das observações científicas. O IPY é o primeiro e maior exemplo de um tal programa cooperativo entre nações.

## História

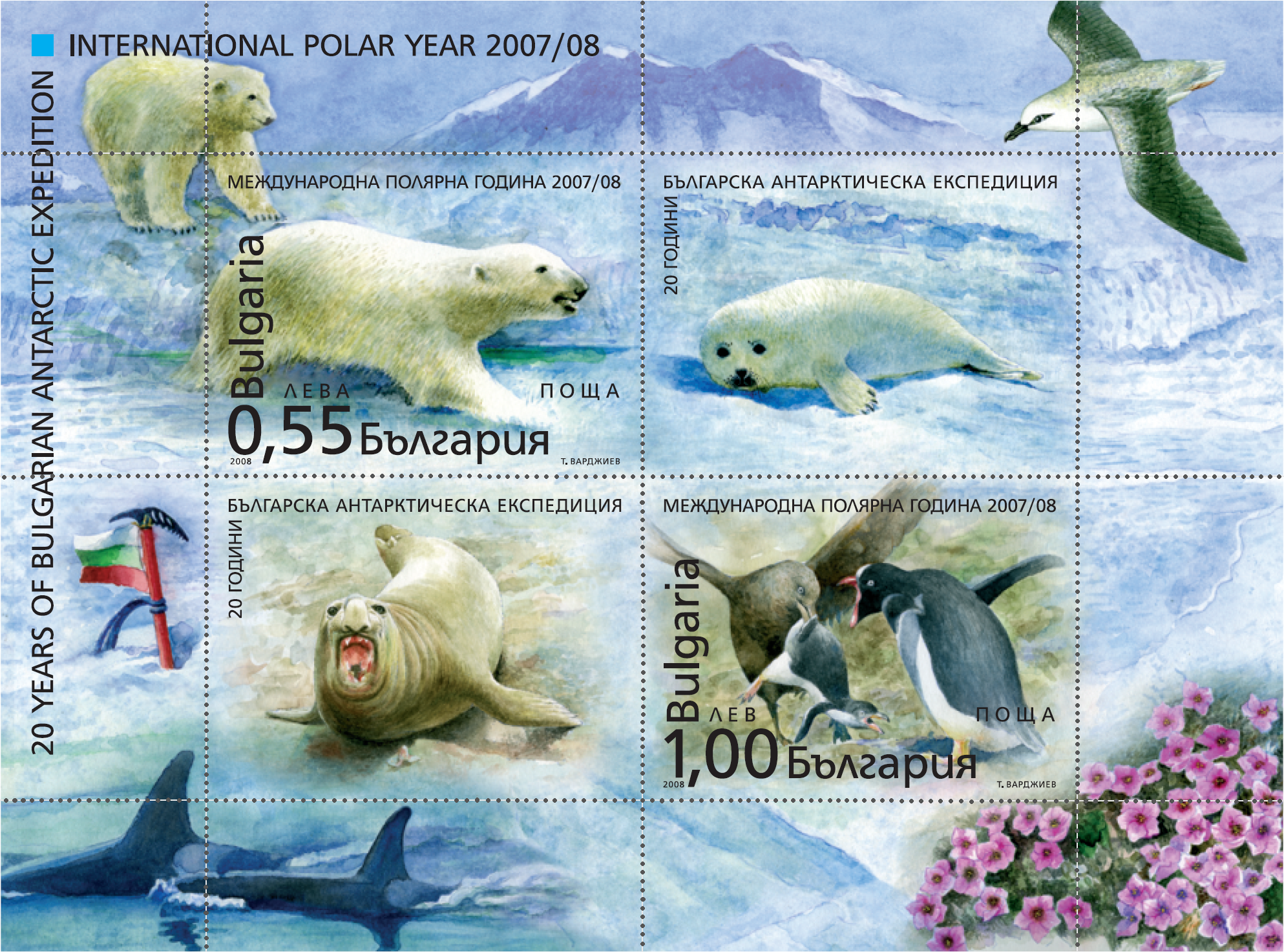
Bloco postal búlgaro comemorativo ao Ano Polar Internacional.

O Primeiro Ano Polar Internacional foi proposto por Georg Neumayer e influenciou o oficial Karl Weiprecht. Eles debateram sobre um esforço científico coordenado, com observadores a fazer medidas geofísicas em vários locais, durante o mesmo ano. Isto permitiria mais visões dos mesmos fenômenos, enquanto possibilitaria uma valiosa interpretração dos dados coletados, e com um custo total ligeiramente superior que de uma expedição.
Foram necessários sete anos para organizar o esforço colaborativo. Houve 12 expedições ao Ártico e três para a Antártida. Doze nações participaram: o Império Austro-húngaro, Dinamarca, Finlândia, França, Alemanha, os Países Baixos, Noruega, Rússia, Suécia, o Reino Unido, Canadá e os Estados Unidos.
Uma tragédia marcou este primeiro evento científico: 17 dos 24 americanos envolvidos na expedição ao Ártico de 1882-83, acabaram morrendo de fome e frio. Um navio com provisões perdeu-se, levando ao desastre em que os corpos dos que morriam foram sendo consumidos pelos sobreviventes.
Os países acima mencionados operaram 14 estações meteorológicas ao redor do Pólo Norte. As observações incluíam meteorologia, geomagnetismo, fenômenos da aurora boreal, correntes oceânicas, estrutura e movimento do gelo e eletricidade atmosférica. Mais de 40 observatórios meteorológicos ao redor do mundo ampliavam a base de dados, no mesmo período. Esta intensa coleta de dados sobre os pólos permite, hoje, uma comparação e compreensão da variabilidade climática na história e mudanças ambientais no Ártico.

### Segundo Ano Polar
Logo após a Primeira Guerra Mundial um comportamento misterioso e defeituoso foi observado no telégrafo, em rádios, na energia elétrica e linhas telefônicas começaram a persuadir os engenheiros e cientistas de que a geofísica eletrônica terrestre precisava de mais estudos. O avião, navios a motor e transportes terrestres, bem como a existência de novos instrumentos, tornavam a proposta mais interessante.
Em 1927 uma proposta surgiu no Comitê Meteorológico Internacional. Em 1928 o Comitê submeteu um relatório detalhado a uma conferência internacional de diretores de serviços meteorológicos em Copenhague. Parte de uma das resoluções ali tomadas dizia:
…magnetismo, aurora boreal e observações meteorológicas em uma rede de estações no Ártico e Antártica avançariam o conhecimento materialmente presente e a compreensão [destes fenômenos] não só dentro da regiões polares, mas em geral… aumentará o conhecimento e será de aplicação prática na solução de problemas relativos ao magnetismo terrestre, à marinha e navegação aérea, telegrafia sem fios e previsão do tempo.
A Conferência sugeriu que fosse observada a data de 1932–1933, o quinquagésimo aniversário do Primeiro Ano Polar Internacional.
O Segundo Ano Polar (1932–33) programou o estudo de todas as observações nos Pólos que pudessem melhorar a previsão do tempo, transporte aéreo, marítimo e terrestre. Quarenta e quatro nações participaram, e uma vasta quantia de dados foi coletada. Um centro de dados mundial foi criado, sob a direção da organização que posteriormente veio a chamar-se Organização Meteorológica Internacional.
Na análise final, as privações que os pesquisadores sofreram, em estas duas primitivas expedições, foram bastante extremas: calcula-se que os cientistas gastavam menos de 10 por cento do seu tempo com a ciência - todo o resto era dedicado à própria sobrevivência.

## O Ano Geofísico
Na década de 1950, quando já se tinha à disposição uma nova instrumentação, especialmente foguetes e sismógrafos, inspiraram ao cientista norte-americano Lloyd Berkner a propor um terceiro Ano Polar. O Conselho Internacional para a Ciência alargou a proposta de estudo dos Pólos para a geofísica, renomeando o evento para Ano Internacional da Geofísica. Mais de 70 organizações científicas nacionais participaram do Ano Internacional, em esforço cooperativo. Ocorreu no período de julho de 1957 a dezembro de 1958.